# Miss Goiás 2015
Miss Goiás 2015 foi a 60ª edição do tradicional concurso de beleza feminina do Estado de Goiás, que teve como intuito selecionar, dentre várias candidatas representantes de seus municípios, a melhor, para que esta represente seu Estado e cultura no certame nacional de Miss Brasil 2015. O concurso contou com a participação de onze candidatas em busca do título que pertencia até então a modelo goianiense Beatrice Fontoura. O evento foi transmitido ao vivo pelo portal do Diário da Manhã, direto do espaço de Eventos Kadoche, na capital. O concurso foi apresentado por Sileimã Pinheiro.

## Resultados

### Colocações
| Posição    | Município e Candidata            |
| Miss Goiás | - Anápolis - Thaynara Fernandes  |
| 2º. Lugar  | - Goiânia - Renata Costa         |
| 3º. Lugar  | - Pirenópolis - Carolina Cardoso |
| 4º. Lugar  | - Terezópolis - Nayane Pereira   |
| 5º. Lugar  | - Aparecida - Isadora Dantas     |

### Ordem do Anúncio

#### Top 05
1. Aparecida de Goiânia
2. Pirenópolis
3. Terezópolis
4. Anápolis
5. Goiânia

## Candidatas
Esta edição teve as candidatas de: 
| - Anápolis - Thaynara Fernandes - Aparecida - Isadora Dantas - Goiânia - Renata Costa - Goianira - Natália de Oliveira - Jaraguá - Rafaela de Oliveira - Jataí - Monalisa França | - Piracanjuba - Kamilla de Sartes - Pirenópolis - Carolina Cardoso - Terezópolis - Nayane Pereira - Trindade - Ana Paula Araújo - Uruaçu - Rayra Mabb |

## Outras Informações
| Anápolis: Thaynara Fernandes tem 22 anos e 1.81m de altura. Aparecida: Isadora Dantas tem 19 anos e 1.73m de altura. Goiânia: Renata Costa tem 24 anos e 1.75m de altura. Goianira: Natália de Oliveira tem 19 anos e 1.73m de altura. | Jaraguá: Rafaela de Oliveira tem 22 anos e 1.70m de altura. Jataí: Monalisa França tem 20 anos e 1.68m de altura. Piracanjuba: Kamilla de Sartes tem 18 anos e 1.70m de altura. Pirenópolis: Carolina Cardoso tem 26 anos e 1.73m de altura. | Terezópolis: Nayane Pereira tem 19 anos e 1.74m de altura. Trindade: Ana Paula Araújo tem 22 anos e 1.70m de altura. Uruaçu: Rayra Mabb tem 20 anos e 1.78m de altura. |